# 민주당 (이탈리아)
민주당(이탈리아어: Partito Democratico 파르티토 데모크라티코[*])은 이탈리아의 사회민주주의 정당이다. 2023년부터 엘리 슐라인(Elly Schlein)이 의장직을 맡고 있다.
2006년 총선에 올리브나무 선거연합 소속으로 참가했던 여러 중도좌파 성향 정당들이 통합하여 2007년 출범하였으며, 특히 이탈리아 공산당과 좌파민주당의 후계정당이던 좌파 민주주의당이 최대정당으로서 주도하였다. 초기부터 기독교 좌파, 사회자유주의, 제3의 길 사상의 영향이 강했으나 마테오 렌치 지도 체제 동안 사회민주주의 성향에 가깝게 옮겨갔다. 렌치와 슐라인 지도 하에 당은 급진좌파와 녹색정치의 영향으로 다소 좌경화를 겪었다고 평가된다.
2013년 총선에서 승리하며 집권하여 엔리코 레타, 마테오 렌치, 파올로 젠틸로니 3명의 총리를 배출했다. 그러나 2018년 총선에서 민주당이 속한 중도좌파 연합이 3위에 머물르며 크게 부진하면서 야당이 되었다. 2019년부터는 오성운동과의 연정으로 제2차 콘테 내각과 드라기 내각에 참여하였다. 2022년 총선에서는 2018년 때와 비슷한 성적을 냈고 야당으로 돌아갔다.

## 역대 선거 결과

### 총선
| 이탈리아 하원 |                 |        |           |      |                        |
| 년도          | 득표수          | 득표율 | 의석 수   | +/–  | 대표                   |
| 2008          | 12,095,306 (#2) | 33.18  | 217 / 630 | 보합 | 발테르 벨트로니        |
| 2013          | 8,646,034 (#2)  | 25.42  | 297 / 630 | 80   | 피에르 루이지 베르사니 |
| 2018          | 6,161,896 (#2)  | 18.76  | 112 / 630 | 185  | 마테오 렌치            |

| 이탈리아 상원 |                 |        |           |      |                        |
| 년도          | 득표수          | 득표율 | 의석 수   | +/–  | 대표                   |
| 2008          | 11,042,452 (#2) | 33.69  | 118 / 315 | 보합 | 발테르 벨트로니        |
| 2013          | 8,400,255 (#1)  | 27.43  | 112 / 315 | 6    | 피에르 루이지 베르사니 |
| 2018          | 5,783,360 (#2)  | 19.14  | 54 / 315  | 58   | 마테오 렌치            |

### 유럽의회 선거
| 년도   | 득표수          | 득표율 | 의석 수 | +/–  | 대표                |
| ------ | --------------- | ------ | ------- | ---- | ------------------- |
| 2009년 | 8,008,203 (#2)  | 26.1   | 21 / 72 | 보합 | 다리오 프란체스키니 |
| 2014년 | 11,203,231 (#1) | 40.8   | 31 / 73 | 10   | 마테오 렌치         |
| 2019년 | 6,089,853 (#2)  | 22.7   | 19 / 76 | 12   | 니콜라 진가레티     |

### 지방의회 선거
| 지역                      | 년도   | 득표수         | 득표율 | 의석 수 | +/– |
| ------------------------- | ------ | -------------- | ------ | ------- | --- |
| 발레다오스타 주           | 2018년 | 3,436 (#9)     | 5.39   | 0 / 35  | 3   |
| 피에몬테 주               | 2019년 | 430,902 (#2)   | 22.44  | 10 / 51 | 17  |
| 롬바르디아 주             | 2018년 | 1,008,496 (#2) | 19.24  | 16 / 80 | 1   |
| 볼차노                    | 2018년 | 10,806 (#7)    | 3.8    | 1 / 35  | 1   |
| 트렌토                    | 2018년 | 35,530 (#2)    | 13.9   | 5 / 35  | 2   |
| 베네토 주                 | 2015년 | 308,438 (#3)   | 16.66  | 9 / 51  | 6   |
| 프리울리베네치아줄리아 주 | 2018년 | 76,423 (#2)    | 18.11  | 10 / 49 | 10  |
| 에밀리아로마냐 주         | 2020년 | 749,976 (#1)   | 34.69  | 23 / 50 | 7   |
| 리구리아 주               | 2015년 | 138,190 (#1)   | 25.63  | 8 / 31  | 10  |
| 토스카나 주               | 2015년 | 614,869 (#1)   | 45.93  | 25 / 41 | 1   |
| 마르케 주                 | 2015년 | 186,357 (#1)   | 35.13  | 16 / 31 | 1   |
| 움브리아 주               | 2019년 | 93,296 (#2)    | 22.33  | 5 / 21  | 6   |
| 라치오 주                 | 2018년 | 539,131 (#2)   | 21.25  | 18 / 50 | 6   |
| 아브루초 주               | 2019년 | 66,796 (#3)    | 11.14  | 4 / 31  | 7   |
| 몰리세 주                 | 2018년 | 13,122 (#3)    | 9.03   | 2 / 21  | 1   |
| 캄파니아 주               | 2015년 | 443,722 (#1)   | 19.49  | 16 / 51 | 2   |
| 풀리아 주                 | 2015년 | 316,876 (#1)   | 19.80  | 14 / 51 | 9   |
| 바실리카타 주             | 2019년 | 22,423 (#5)    | 7.65   | 3 / 21  | 9   |
| 칼라브리아 주             | 2020년 | 118,249 (#1)   | 15.19  | 6 / 31  | 8   |
| 시칠리아 주               | 2017년 | 250,633 (#3)   | 13.02  | 12 / 70 | 11  |
| 사르데냐 주               | 2019년 | 96,235 (#1)    | 13.47  | 8 / 60  | 11  |

## 같이 보기
- 이탈리아의 정당